# Prem Dhoj Pradhan
Prem Dhoj Pradhan (nepalí: प्रेम ध्वज प्रधान) (Sindhupalchok, Chautara, Reino de Nepal, 6 de junio de 1938-Katmandú, Nepal, 6 de mayo de 2021) fue un cantante de playback y músico nepalí. Ha interpretado sus temas musicales en dos idiomas principales de Nepal, como el newari (Nepal Bhasa) y nepalés. También es conocido como la voz de oro y el rey de las melodías románticas de Nepal.
Prem Dhoj fue conocido por ser uno de los primeros en tocar con una guitarra típica de Nepal. También fue el primer intérprete nepalí para cantar a dúo con la cantante de playback de la India, Usha Mangeshkar, para una película titulada "Maitighar" de 1965. En 1985, interpretó sus canciones a dúo con la cantante india Asha Bhosle, para la película titulada "Mayalu" en Bombay. Prem Dhoj ha variado su estilo musical a lo largo de su carrera y ha sido registrado aproximadamente con unas 700 canciones difundidas por Radio Nepal, incluida la radiodifusión en vivo y canciones grabadas.

## Canciones
Nepali
1. Goreto Tyo Gaunko
2. Timi Aye Mero Dilma
3. Ghumtima Naau Hai
4. Maya Namara Mayalu
5. Tara Matrai Haina Timilai
6. Para Laijau Fulaharu
7. Hasne Raharharu Anshuma
8. Tadha Bhaigayau Feri
9. Yo nani ko siraima
10. Namana Laj yestari
11. Timilai achel Kahan vetun
12. Yo Nepali Shir Wuchali (Duet with Tara Devi )
13. Ruka Ya Naruka
14. Bolunla Suseli Hali Dandai Ma Base Ra
15. Prati Ko Phul Mero
16. Nafala Jindagi Royi Royi
17. Mujura Ko Chal Chori
18. Kati Mitho Kalkale Pani
19. Pari Dekhi Junkeri le
20. Gurasa Ko Lali
21. Muhara Lai Pacheuri Ma Lukai Narakha
22. Lagda cha Mana Timi Kahan Auna
23. Kohi Tadha Basi
24. Lagda Cha Mana
25. Yesari Kohi Risaundaina
26. Gulabi Ghumto Udhari Deu
27. Timi Ahyo Kagaj Ko Phul
28. Mir Mire Ushama
29. Sisir Phulyo
30. Tori Phulyo
31. Mero Ankha Ma Nind Chaina Vane
32. Tara Tipun Tipun Vanthe
33. Tara Khase cha, etc.

Nepal Bhasa
1. Balabala Chingu Mikha Ohu
2. Wachu Galli Tochu Galli
3. Rajamati Kumati
4. Wanghu Lapte Tuyu Baji
5. Wae ji chantha
6. Kichah Jigu Jeeven Ya Sah
7. Jin Rajamati Malachona
8. Changu Mikha Dhathen Banla
9. Pili Pilika (La La Lu Lu)
10. Nugale Lwon Tayaa,etc.

## Discografía
1. First ever L.P discs ( Himalayan Bouquett from Swinging Kathmandu) (two L.P. 78 r. p. m.’s with hit numbers like goreto tyo gaunko, Maya na mara mayalu, Ruka ya na ruka and Timi aayo mero dil ma) were recorded and released 1963
2. Hit songs from The Golden Voice of Prem Dhoj Pradhan Vol. 1 (Prem Dhoj Pradhan ko Sumadhur Git Sangalo) Cassette
3. Bala Bala Chingu Mikha ( Nepal Vasa)1989
4. Ghaite Jawani 1992
5. Kichah (Nepal Vasa) 1992
6. Bala Bala Chingu Mikah 2  (Nepal Vasa) 1996
7. Maya Namara 1996
8. Katai Yo Sahar Ma 1998
9. Khobi (Nepal Vasa) 2008

## Películas
1. Maitighar
2. Jeevan Rekha
3. Mayalu
4. Pachchis Basanta
5. Anayaya
6. Shantideep
7. Rajamati (Neweri historical film)
8. Jeevan Sangharsha
9. Pherie Vhetaunla
10. Tutan (Newari film)